# Mathias Abel
Mathias Abel (ur. 22 czerwca 1981 w Kaiserslautern) – niemiecki piłkarz występujący na pozycji prawego obrońcy.

## Życiorys
Piłkarską karierę Abel rozpoczął w juniorach 1. FC Kaiserslautern. Grywał w nich do 17. roku życia i wtedy przeszedł do amatorskiego Eintrachtu Bad Kreuznach. W styczniu 2001 roku trafił do Borussii Dortmund, ale półtora roku spędził grając w trzecioligowych amatorskich rezerwach. W 2002 roku został zawodnikiem 1. FSV Mainz 05 i wtedy też zadebiutował w dorosłym futbolu w rozgrywkach 2. Bundesligi. W drugiej lidze grał z Mainz przez 2 lata, a w 2004 roku świętował awans do pierwszej ligi. W niej swój pierwszy mecz rozegrał 14 sierpnia, a Mainz pokonało 2:1 Hamburger SV. W lidze zdobył 3 bramki, będąc na ogół zawodnikiem pierwszego składu i wspomógł Mainz w utrzymaniu w lidze (11. miejsce). Rok później znów uniknął z FSV degradacji (znów 11. pozycja). Latem 2006 Abel przeszedł do FC Schalke 04, ale rozegrał w nim tylko jedno spotkanie ligowe (wygrane 2:0 z VfL Wolfsburg). Zimą został wypożyczony do Hamburger SV, z którym zajął 7. lokatę w Bundeslidze, a w letnim oknie transferowym powrócił do Gelsenkirchen. Latem 2008 został zawodnikiem 1. FC Kaiserslautern. W 2013 roku zakończył karierę.
| Sezon   | Klub                       | Kraj   | Rozgrywki     | Mecze | Bramki |
| ------- | -------------------------- | ------ | ------------- | ----- | ------ |
| 2000/01 | Borussia Dortmund amatorzy | Niemcy | Regionalliga  | 12    | 0      |
| 2001/02 | Borussia Dortmund amatorzy | Niemcy | Regionalliga  | 8     | 0      |
| 2002/03 | 1. FSV Mainz 05            | Niemcy | 2. Bundesliga | 23    | 1      |
| 2003/04 | 1. FSV Mainz 05            | Niemcy | 2. Bundesliga | 18    | 0      |
| 2004/05 | 1. FSV Mainz 05            | Niemcy | Bundesliga    | 24    | 3      |
| 2005/06 | 1. FSV Mainz 05            | Niemcy | Bundesliga    | 20    | 0      |
| 2006/07 | FC Schalke 04              | Niemcy | Bundesliga    | 1     | 0      |
| 2006/07 | Hamburger SV               | Niemcy | Bundesliga    | 7     | 0      |
| 2006/07 | Hamburger SV amatorzy      | Niemcy | Regionalliga  | 2     | 0      |
| 2007/08 | FC Schalke 04              | Niemcy | Bundesliga    | 0     | 0      |
| 2008/09 | 1. FC Kaiserslautern       | Niemcy | 2. Bundesliga | 0     | 0      |
| 2009/10 | 1. FC Kaiserslautern       | Niemcy | 2. Bundesliga | 0     | 0      |
| 2010/11 | 1. FC Kaiserslautern       | Niemcy | Bundesliga    | 19    | 2      |
| 2011/12 | 1. FC Kaiserslautern       | Niemcy | Bundesliga    | 22    | 0      |
| 2012/13 | 1. FC Kaiserslautern       | Niemcy | 2. Bundesliga | 7     | 0      |